# Enlace roto

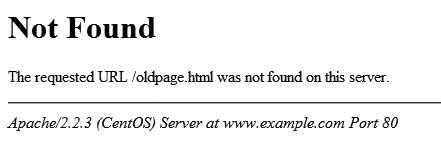
Los enlaces rotos suelen llevar a mensajes de error

Un enlace roto es un término informal referido cuando un sitio web ya no puede ser consultado en la Internet; cuyo contenido ya no está almacenado en los servidores u otros recursos de manera permanente.
A veces, también se anuncia a los enlaces que han sido trasladados en otros servidores; así cuando un enlace está desactualizado se le conoce como un vínculo roto.
Particularmente, son eliminados los permalink que se necesita un archivo restaurador de datos conocido como caché. Estos son avisados mediante el error 404, que no permite ser descargados a otros servidores.